# Ружья, микробы и сталь
«Ружья, микробы и сталь: судьбы человеческих обществ» (англ. Guns, Germs, and Steel: The Fates of Human Societies) — междисциплинарная научно-популярная книга американского учёного Джареда Даймонда, удостоенная Пулитцеровской премии в номинации за нехудожественную литературу в 1998 году.
Книга пытается объяснить, почему евразийские цивилизации (включая Северную Африку) выжили и заняли доминирующее положение в мире, в то же время отрицая идею, что евразийское доминирование вызвано интеллектуальным, моральным или генетическим превосходством. Джаред Даймонд объясняет разрыв в могуществе между человеческими обществами в основном факторами, сводящимися к разнице природного окружения, которые при этом усиливаются положительной обратной связью. Те случаи генетического или культурного преимущества, которые присущи евразийцам (такие, как наличие письменности или сопротивляемость эндемическим заболеваниям), объясняются влиянием географии, но не превосходством евразийского генома.

## Содержание
Книга начинается с рассказа о разговоре, произошедшем у автора с новогвинейским политиком Яли. Разговор повернулся к очевидной разнице в технологиях и могуществе между коренными народами Новой Гвинеи и европейцами, которые доминировали в регионе вот уже 200 лет. Ни один из них не верил, что эта разница обусловлена каким-либо генетическим превосходством европейцев. Яли спрашивает:

Почему вы, белые, накопили столько карго и привезли его на Новую Гвинею, а у нас, черных, своего карго было так мало?

(местное слово карго — собирательное название вещей, завезённых европейцами, таких как спички, стальные топоры, тканая одежда и т. д.).
Впоследствии Даймонд понимает, что этот же вопрос уместен и для других регионов планеты.

Народы евразийского происхождения … со своим богатством и могуществом занимают доминирующее положение в современном мире. Другие народы, в том числе большинство африканских, сбросили европейское колониальное владычество, но остались далеко позади по богатству и могуществу. Третьи, например, аборигены Австралии, обеих Америк и южной оконечности Африки, перестали даже быть хозяевами своей земли — как следствие завоевания и истребления, иногда поголовного, которому подвергли их колонизаторы-европейцы.

### Краткое изложение теории
Первый шаг на пути к цивилизации — это переход от кочевого образа жизни охотников-собирателей к оседлому образу жизни сообществ, освоивших сельское хозяйство. Для осуществления этого перехода должно быть выполнено несколько условий: наличие подходящих для возделывания культур — растений, богатых белками, углеводами и выдерживающих хранение; достаточно сухой климат, чтобы хранение продовольствия стало возможным; наличие животных, пригодных для одомашнивания, которые не будут агрессивными и смогут размножаться в неволе. При наличии таких сельскохозяйственных культур и скота, с развитием сельского хозяйства фермеры могут собирать с той же по площади территории гораздо больше пищи, чем охотники-собиратели. Это плавно приводит к увеличению плотности населения и накоплению излишков продовольствия, что освобождает часть населения от добычи пропитания и приводит к развитию технологий. Увеличение плотности населения вынуждает создавать общества с более сложной структурой управления, которые эволюционируют в национальные государства и империи.
Несмотря на то, что фермерство зародилось в нескольких частях света, в Евразии это произошло раньше (и поэтому она получила преимущество) за счёт наличия большего количества подходящих для окультуривания растений и животных для одомашнивания. Так, например, в Евразии был ячмень, два вида пшеницы, несколько богатых белками видов бобовых, лён для производства одежды, а также козы, овцы и быки. Евразийские культуры были проще для возделывания и лучше хранились, нежели американская кукуруза или тропические бананы.
Когда ранние ближневосточные цивилизации начали торговать, они получили дополнительных животных, одомашненных в соседних регионах, в частности, лошадей и ослов, которые могли использоваться для транспортировки. Даймонд указывает 13 видов крупных животных свыше 45 кг, которые были одомашнены в Евразии. Для сравнения: в Южной Америке было одомашнено только одно крупное животное (рассматривая ламу и альпака как две породы, произошедшие от одного дикого предка) и ни одного в других частях света. Большое количество животных Австралии и Северной Америки вымерло вскоре после заселения этих континентов человеком, возможно как раз из-за охоты на них ранними переселенцами. Африканские представители лошадиных, включая зебр, оказались не поддающимися приручению; и, несмотря на то, что африканские слоны могут быть укрощены, они очень плохо размножаются в неволе. То, что такое небольшое количество видов было приручено, Даймонд объясняет принципом Анны Карениной:

Чтобы люди смогли начать разводить один из диких видов-кандидатов, он должен обладать множеством различных характеристик. Отсутствие хотя бы одной из необходимых характеристик в не меньшей степени фатально для успеха одомашнивания, чем для попыток построить счастливый брак.

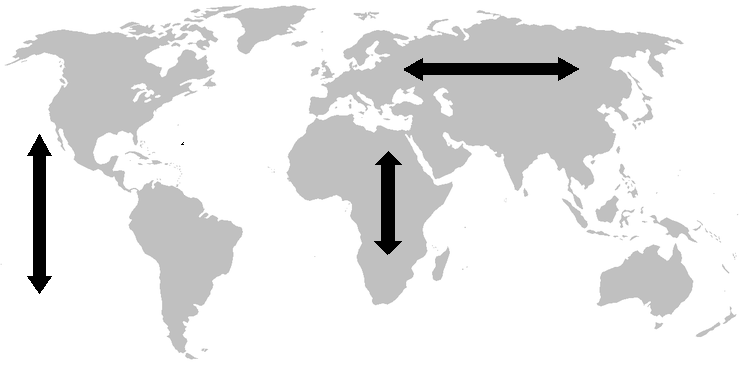
Оси континентов по Джареду Даймонду

Развитие животноводства привело к ещё одному важному эффекту: передаче возбудителей болезней от домашнего скота к человеку. Так, например, оспу, корь и грипп человек получил от животных. С течением времени через череду регулярных эпидемий с помощью механизмов естественного отбора выжившие евразийцы выработали значительную сопротивляемость возбудителям этих болезней. Такой сопротивляемости не было у жителей других частей света, и они массово умирали от завезённых евразийцами болезней.
Большие размеры Евразии и её протяжённость с запада на восток только усиливали эти преимущества. Площадь континента давала большее количество видов-кандидатов для одомашнивания и вмещала больше народов, которые могут обмениваться технологиями и болезнями. Её восточно-западная ориентированность упрощала распространение культур — зоны, расположенные на одной широте, имеют схожий климат. В Америке или Африке одомашненные культуры одной широты с трудом приживались в регионах с другим климатом (южнее или севернее).
Развитие сельского хозяйства позволило поддерживать гораздо большее число населения и освободить часть людей от добычи пропитания, то есть сделало возможным разделение труда, которое, в свою очередь, дало толчок развитию технологий и экономики. Экономическое и технологическое превосходство позволило евразийцам покорить народы других континентов.

## Критика
Как отмечает российский палеонтолог Кирилл Еськов, в своей книге Даймонд берёт здравую идею — что переход к производящему хозяйству критически зависит от набора одомашниваемых животных и растений — и приводит огромное количество примеров в её подтверждение, полностью игнорируя примеры обратного и допуская «ляпы, очевидные даже неспециалисту». Например, на севере Африки обитали те же предки одомашненных животных и растений, что и в Евразии, а через Сахару проходили торговые маршруты до остальной Африки, потому там были все возможности для разведения тех же культур и домашних животных, что и в Евразии. Дефицит зерновых в Америках, действительно, был, но зато разнообразие клубневых растений и корнеплодов было намного шире в Америках: именно оттуда происходят картофель, батат, маниока, совершенно несопоставимые с европейскими аналогами (репа) по урожайности. Также Даймонд ошибочно пишет, что в Новом Свете обработкой несамородных металлов владели только инки, или приводит более высокий уровень эпидемий, дающий больший иммунитет, как преимущество народов Евразии перед народами Америк, указывая на массовое вымирание последних после контакта цивилизаций — в то время как для анализа нарастающего технологического отставания, по мнению Еськова, корректно рассматривать только период до открытия Америки, в который низкий уровень эпидемий был, напротив, преимуществом населения Америк. Основным недостатком концепции Даймонда Еськов считает недооценку социокультурных отличий с абсолютизацией географического детерминизма .

## Экранизация
На основе книги Национальным географическим обществом был снят трёхсерийный документальный фильм «Ружья, микробы и сталь», который транслировался на канале PBS в июле 2005 года. В фильме принимают участие сам Джаред Даймонд и другие — историки, археологи и учёные.